# روایات فرنبغ سروش
روایات فرنبغ سروش مجموعه ای است مشتمل بر ۴ پاسخی که فرنبغ سروش وهرامان (فرنبغ سروش پسر بهرام) به سؤالات هیربد اسفندیار فرخ برزین داده‌است. متن در اصل مشتمل ۵ پرسش و پاسخ بوده‌است؛ ولی در آغاز رساله بی‌ذکر علتی آمده‌است که نوشتن یکی از سؤالات ممکن نبوده‌است. تألیف این روایات در سال ۳۷۷ سال یزدگردی برابر با ۱۰۰۸ میلادی انجام گرفته‌است. این روایات در دو نسخهٔ خطی حفظ شده‌است.
- نخستین سؤال مربوط به کبیسه‌ای است که استاد ابومنصور (؟) نامی از بغداد با عنوان مرزبان انجام داده‌است و مردم ابرشهر (نیشابور) آن را نپذیرفته بودند.
- سؤال دوم دربارهٔ این مطلب است که اگر پیشوای زردشتیان شخصی را به منصب موبدی و ردی (ریاست قضایی) شهری برگزید آیا پس از درگذشت آن پیشوا این انتصاب معتبر است یا نه؟
- سؤال سوم مطلبی دربارهٔ قیومت است.
- سؤال چهارم مطلبی دربارهٔ ازدواج است.[۱]